# Кондитерська фабрика «Ярич»
Кондитерська фабрика «Ярич» — підприємство харчової промисловості у Львівській області. Спеціалізується на виготовленні затяжного печива та крекерів. Потужність фабрики становить до 1,9 тис. тонн готової продукції в місяць.
Компанія має представництво у Польщі в м. Варшава. Виробляє печиво і крекери під ТМ Yarych, а також торти під ТМ Rozalini.

## Історія
Фабрика була заснована в 1986 році. Це була пекарня, яка спеціалізувалася на хлібо-булочних виробах.
У 2000 році її разом з львівською фабрикою "Світоч" купив міжнародний гігант Nestle. У 2008 році "Ярич" продали львівським бізнесменам Володимиру Гнатюку та Олегу Клімчуку.
у жовтні 2014 року розпочала постачання продукції private label для мережі Carrefour Польща. Печиво "Petit Beurre" - нове як для фабрики, так і для ринку України, але є одним з найпопулярніших видів в сегменті простого печива в Європі. Кондитери розробили ці солодощі спеціально для виходу на європейський ринок.
У 2016 році Фонд гарантування вкладів повідомив, що "Ярич" заборгував 75 млн гривень за кредитами в збанкрутілому банку "Форум", а його виробничі потужності, торгові марки і корпоративні права перебувають в заставі.
3 жовтня 2018 року Антимонопольний комітет України дозволив Horizon Capital придбання фабрики.